# Ержанов, Куаныш
Куаныш Ержанов — советский хозяйственный, государственный и политический деятель, Герой Социалистического Труда.

## Биография
Родился в 1912 году на территории Курдактинского аулсовета. Член КПСС.
С 1926 года — на хозяйственной, общественной и политической работе. В 1926—1982 гг. — чабан колхозов в Актюбинской области, участник Великой Отечественной войны, пулемётчик 1-й пулемётной роты 1321-го сп 415-й сд 61-й Армии 1-го Белорусского фронта, чабан, старший чабан колхоза «30 лет Казахской ССР» Уильского района Актюбинской области.
Указом Президиума Верховного Совета СССР от 29 марта 1958 года присвоено звание Героя Социалистического Труда с вручением ордена Ленина и золотой медали «Серп и Молот».
Делегат XXIII съезда КПСС.
Умер после 1993 года в селе Уил.